# Ан-318
Ан-318 — неоконченный проект советского реактивного трёхдвигательного авиалайнера, разрабатываемый конструкторским бюро Антонова с конца 1970-х по начало 1990-х гг.

## История
Проект Ан-318 является одной из наименее известных разработок не только КБ Антонов, но и всей советской авиапромышленности. Известно, что разрабатывался этот самолёт в самом конце 1970-х. В качестве силовой установки планировалось иметь три двухконтурных турбореактивных двигателя Д-18Т, были сделаны предпроектные работы.
Предполагалось, что данный самолёт сменит на дальних трассах Ил-96. Однако, с развалом СССР этим планам не дано было осуществиться.